# مقايسة فقس البيض
مقايسة فقس البيض (EHA)، وتسمى أيضًا اختبار فقس البيض (EHT)، هي طريقة تستخدم لتحديد مقاومة طفيل معين للعلاج الدوائي الموجود.
يتم تحضين البيض الطازج من الطفيلي محل الاهتمام ويتم تطبيق التخفيفات التسلسلية للدواء محل الاهتمام. يتم تحديد النسبة المئوية للبيض الذي يفقس أو يموت عند كل تركيز ويمكن رسم منحنى الاستجابة للأدوية. ويمكن بعد ذلك تحويل البيانات وتحليلها لتقديم المزيد من الإحصائيات مثل الجرعة الفعالة.
هذه التقنية كثيفة العمالة ومكلفة ويمكن أن تستغرق بعض الوقت، ولكن فحص فقس البيض سيعطي نتيجة دقيقة وموثوقة.